# Єфімовський
Єфімовський (рос. Ефимовский) — селище міського типу Бокситогорського району Ленінградської області Росії.
Населення — 3622 осіб (2010 рік).